# Émile Akar
Pour les articles homonymes, voir Akar.
Émile Akar, né en 1876 et mort en 1940 à Marseille, est un industriel français, cofondateur avec Joseph Lamy de la marque automobile Amilcar.

## Histoire
Fils d'un petit industriel en confection, Émile Akar a trois frères; ce sont tous des brasseurs d'affaires. Avant la guerre, Émile Akar possède une société de transport hippomobile à Paris. A la déclaration de guerre, tous ses chevaux sont réquisitionnés.
Pendant la guerre 1914-1918, Émile organise la réfection des vêtements militaires et ce avec un tel succès qu'en 1935 le directeur de l'Intendance viendra le consulter.
Ancien élève de l'École des Hautes Études Commerciales, il entre dans les affaires de son beau-père M. Albert Cahen qui après avoir vendu des paquets de café avec une petite voiture à bras dans les rues de Paris est à la tête d'une entreprise florissante. Il possède une importante usine de torréfaction et une chaîne de magasins à succursales multiples dans toute la France à l'enseigne du « Planteur de Caïffa ».
Émile Akar ne s'intéresse pas qu'aux cafés de son beau-père, il prend une participation financière dans la société « Le Zèbre » de laquelle il ne se retire que pour fonder Amilcar où il prend le titre de directeur général. Si Joseph Lamy est en partie à l'origine du projet et apporte le noyau technique (Edmond Moyet, André Morel... ) Akar amène le montage financier de l'affaire.
Tout en supervisant Amilcar à laquelle il s'intéresse beaucoup (c'est lui qui y fera entrer Marcel Sée), il s'occupe de nombreuses autres affaires, il est administrateur de plusieurs sociétés.
Émile Akar aime beaucoup le luxe et les mondanités. Ami intime d'André Citroën et de nombreux notables, il est également passionné de chasse à tir et possède une propriété en Sologne.
Au début de l'affaire Amilcar, il habite un petit hôtel particulier rue Berlioz à Paris, mais dès les premiers succès. il s'installe dans une très belle demeure près du Grand Palais. Il aime les voitures de luxe et, à côté de ses inévitables Amilcar, on va lui connaître successivement une Voisin, une Chrysler, une Hispano. Son vieux chauffeur est un familier de l'usine.
Lors de son éviction d'Amilcar en 1927, Émile Akar vend une grande partie de ses biens pour dédommager ses créanciers, retourne à ses anciennes affaires et confirme son esprit d'entreprise en en créant de nouvelles.